# Холодна кров (фільм)
«Холодна кров» (англ. Cold Blood) у французькому прокаті «Спадщина холодної крові: пам'ять про кров» (англ./франц. Cold Blood Legacy: La mémoire du sang) раніше відомий під робочою назвою «Останній крок» (англ. The Last Step) — британський психологічний трилер знятий у копродукції Франції, Бельгії, Швейцарії, України та Великої Британії. Режисером стрічки виступив Фредерік Петіжан.
Уперше фільм вийшов у широкий прокат у Франції 15 травня 2019 року; в Україні — 17 жовтня 2019 року.

## Синопсис
Історія розгортається у гірській місцевості кордоні між Канадою та США де на березі невеликого озера усамітнено проживає легендарний кілер Генрі. Одного дня неподалік від його будинку загадкова дівчина Мелоді випадково потрапляє у мотосанну автотрощу й непритомніє. Генрі рятує дівчину, однак скоро буде змушений обирати чи варто ризикувати власним життям аби врятувати Мелоді від таємничих вбивць.

## У ролях
| Актор                | Роль                |
| -------------------- | ------------------- |
| Жан Рено             | Генрі, головна роль |
| Сара Лінд            | Мелоді              |
| Джо Андерсон         | Каппа               |
| Девід Ґясі           | Малькольм           |
| Ігор Цишкевич        | Девіс               |
| Саманта Бонд         | Леді                |
| Ганна Буткевич       | Сара Ґолд           |
| Катерина Бурсикова   | офіціантка          |
| Маргарита Бурковська | епізодична роль     |
| Олег Карпенко        | епізодична роль     |
| Лариса Руснак        | епізодична роль     |

## Український дубляж
Українською мовою фільм дубльовано студією «Postmodern» на замовлення кінодистриб'ютора MMD UA у 2019 році[джерело не вказане 1397 днів].

## Кастинг
У фільмі взяли участь українські та французькі актори, зокрема одна з найбільших зірок французького кінематографа Жан Рено. До фільму брали українських акторів, що на високому рівні володіють англійською мовою (жили та навчалися в США, Швейцарії).
На початку знімання в українських ЗМІ поширилася інформація, що «Холодна кров» стане завершальним фільмом акторської кар'єри Жана Рено. Але Жан Рено спростував про це на пресконференції 22 березня 2018 року. Про своє найближче майбутнє він сказав: «Мої плани — це сісти на літак і полетіти брати участь у наступному проєкті. Це будуть знімання в горах між Францією та Іспанією.».

## Кошторис
Запланований бюджет фільму: 73,88 млн грн. З них 21,63 млн — фінансування за участю Держкіно України (офіційна цифра станом на 21 січня 2018 року).
ТОВ «Іст Вест Продакшн» подало проєкт екранізації до Десятого конкурсного відбору Держкіно України у сесії ігрові повнометражні копродукційні фільми для широкої глядацької аудиторії. Конкурс пройдено 30 червня 2017 року. 13 листопада 2017 року Мінкульт затвердив проєкт в програмі виробництва та розповсюдження національних фільмів на 2017—2018 роки.

## Виробництво

### Підготовчий період
10 лютого 2016 року стало відомо, що Жан Рено зніметься в екранізації Фредеріка Петіжана «Останній крок». Планувалося кіновиробництво в кооперації Франції («Севен 52», «Ейт 35»), Канади («Рейвен Бенер Ентертейнментс», «Берсеркер») та Великої Британії («Мувігауз Ентертейнмент»).
У травні 2016 року на комерційній презентації в Німеччині «Мувігауз Ентертейнмент» заявила, що знімання стартують в листопаді того року в канадській провінції Саскачеван.
Початково продажем прав на фільм у світі мала займатиметься «Мувігауз Ентертейнмент». 27 жовтня 2017 року стало відомо, що продажем прав на фільм у світі займатиметься «Голдкрест Філмс» (Велика Британія). До цього вже було продано права на показ у Німеччину, Францію, Велику Британію та Росію/СНД. Зі старих учасників копродукції лишилися «Севен 52» та «Ейт 35». До виробників фільму приєдналася українська студія «Іст Вест Продакшн». Початок знімання планувався на грудень 2017. Згодом про старт уточнили — лютий 2018 року.
У жовтні 2017 року Фредерік Петіжан розвідував у Карпатах локації для натурного знімання. До середини лютого 2018 року було впорядковано карпатські локації: збудовано будинок, облаштовано декорації.

### Фільмування
18 лютого знімальна група вирушила до Українських Карпат (Національний природний парк «Синевир»). На той момент були відсутні два актори та Тьєррі Арбоґаст, який затримувався в проєкті Люка Бесона.
Жан Рено прибув до Карпат 24 лютого. Наступного дня режисер повідомив, що до проєкту приєдналися два нових актори: Девід Ґясі та Джо Андерсон.
Знімання в Карпатах тривали майже два тижні. Відзнятий тут матеріал становитиме орієнтовано 30 хвилин від загальної тривалості фільму.
22 березня 2018 року Фредерік Петіжан, Жан Рено, Сара Лінд і інші члени знімальної команди дали пресконференцію в Києві. На цей момент було знято біля 70 % фільму. Головні локації — озеро Синевир і його околиці. Знімання решти сцен перенесено до Києва (у павільйонах і натурні локації). Також присутні два довгі діалоги зняті в Межигір'ї.
Також на брифінгу розповіли, що серед київських епізодів фігуруватимуть Поділ і столичний метрополітен.
30 березня 2018 року знімання в Україні завершено.
Окрім України знімання також проходили в США (Нью-Йорк) та Канаді .

### Поствиробництво
Монтаж матеріалу розпочався після 30 березня 2019 року, одночасно зі зніманнями в Північній Америці.

## Реліз
Вперше стрічка під назвою "Cold Blood Legacy: La mémoire du sang" вийшла в широкий прокат у Франції 15 травня 2019 року. Під назвою "Cold Blood" стрічка вийшла в обмежений прокат у США 5 липня 2019 року.
В український кінопрокат стрічка початково мала вийти 3 жовтня 2019 року (дистриб'ютор MMD UA), однак згодом реліз перенесли та стрічка вийшла в український прокат 17 жовтня 2019 року; в українському кінопрокаті стрічка йшла з українськомовним дубляжем.
Згодом у грудні 2019 року фільм також вийшов на домашньому відео в Україні на різних vod-платформах на кшталт sweet.tv, megogo.ru, iTunes Store тощо, однак на жодній з цих платформ не було додано ані опцію українськомовного кінопрокатного дубляжу, ані опцію українськомовних субтитрів й українським споживачам запропонували лише аудіодоріжки з російськомовним дубляжем та англійськомовним дубляжем.

## Відгуки кінокритиків
Під час знімання звучало порівняння Генрі з кілером Леоном, якого зіграв Жан Рено в однойменному фільмі 1994 року. Актор зізнався, що йому байдужі такі порівняння, усі ролі різняться.
Проте Жан Рено лишився заручником Леона. Оглядач Джордан Мінцер видання «Hollywood Reporter» наголосив, що Рено не стільки виконує знамениту роль, скільки зморено відтворює її на екрані знову, і дійсно грає того, хто по-справжньому має бути у відставці.
На думку оглядача «The Epoch Times» Марка Джексона, Жан Рено повторює попередній «кілерський» доробок, а сюжет про відлюдника пенсіонера-кілера не є оригінальним. Також оглядач підкреслює неточності, помітні американському глядачеві. До прикладу, акцент мови акторів не відповідає персонажам, поліціянт (у виконанні Джо Андерсона) із Нью-Йорка на атлантичному узбережжі перебуває чомусь у тихоокеанському штаті. Серед позитивного у фільмі Марк Джексон називає роботу оператора Тьєррі Арбоґаста з чудовими сценами засніженої дикої природи та власне історію героїні Сари Лінд.
На думку оглядача «Детектор медіа» Ярослава Підгора-Гвяздовського фільм має «"пласких» героїв", позбавлених своїх історій», а актор Жан Рено є «лише власною тінню, який грає ніби себе 30-річної давнини в "Леоні", але його гру інакше як втомою назвати важко».